# Richard von Conta (General, 1821)
Karl Richard von Conta (* 4. Juli 1821 in Weimar; † 28. September 1895 in Arnstadt) war ein preußischer Generalmajor.

## Leben

### Herkunft
Er war der Sohn des Präsidenten der Landesdirektion in Weimar, Karl von Conta und dessen Ehefrau Friederike, geborene Weiß (1785–1842). Sein älterer Bruder Bernhard schlug ebenfalls eine Militärkarriere ein und brachte es bis zum Generalleutnant.

### Militärkarriere
Nach seiner Erziehung und Unterricht im elterlichen Hause trat Conta am 21. Mai 1839 als Fahnenjunker in das Garde-Reserve-Infanterie-Regiment der Preußischen Armee ein. Hier wurde er am 20. Oktober 1839 zum Portepeefähnrich ernannt und am 12. Februar 1842 zum Sekondeleutnant befördert. Vom 30. Januar 1843 bis 21. März 1845 war Conta der 1. Kompanie des 32. Infanterie-Regiments in Erfurt aggregiert und wurde anschließend nach Stargard in das 21. Infanterie-Regiment versetzt. Für ein Jahr kommandierte man ihn ab 1. Oktober 1847 zum II. kombinierten Reserve-Bataillon. Als Premierleutnant folgte am 4. Juni 1854 seine Versetzung zum Stamm des I. Bataillons des 21. Landwehr-Regiments nach Konitz. Dort am 31. Mai 1859 zum Hauptmann befördert, wurde Conta im Mai 1860 zum 21. kombinierten Infanterie-Regiment kommandiert und am 1. Juli 1860 in das 8. Pommersche Infanterie-Regiment Nr. 61 versetzt. Hier stieg er am 19. September 1860 zum Chef der 3. Kompanie auf. Mit dem Regiment nahm Conta 1866 am Krieg gegen Österreich teil und wurde während der Schlacht bei Königgrätz durch einen Schuss in den rechten Unterarm verwundet. Für seine Leistungen erhielt er den Roten Adlerorden IV. Klasse mit Schwertern.
Am 9. Februar 1867 zum Major befördert, wurde Conta am 15. November 1867 zum Kommandeur des Füsilier-Bataillons ernannt. Sein Bataillon führte er 1870/71 während des Krieges gegen Frankreich in der Schlacht bei Gravelotte sowie den Belagerungen von Metz und Paris. Außerdem nahm Conta an den Gefechten bei Dijon und Messigny-et-Vantoux teil. Am 2. März 1871 wurde er mit dem Eisernen Kreuz II. Klasse ausgezeichnet.

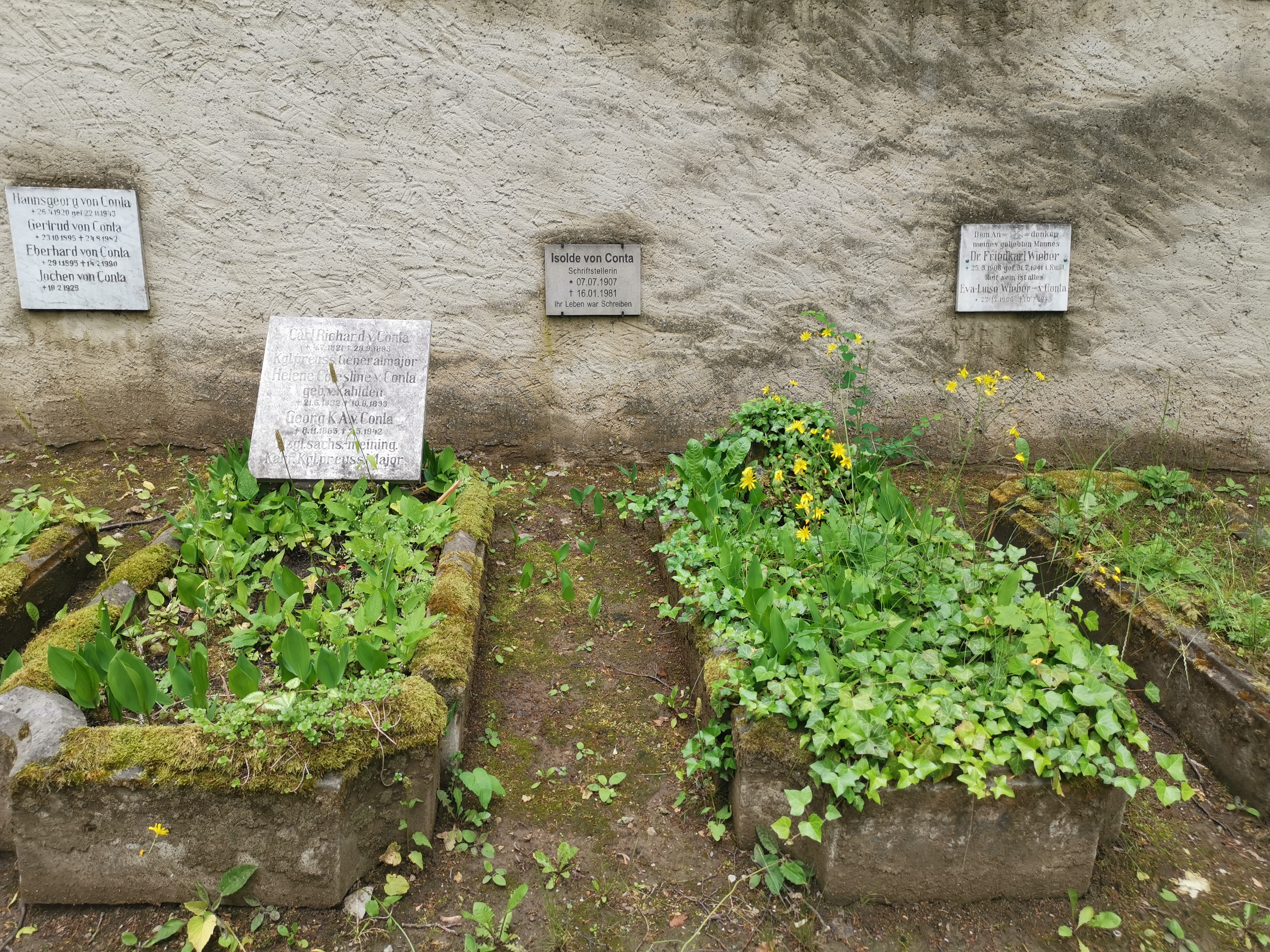
Grabstätte

Nach dem Frieden von Frankfurt folgte am 18. Januar 1872 seine Beförderung zum Oberstleutnant. Unter Stellung à la suite seines Regiments wurde Conta am 15. April 1873 zum Kommandanten von Küstrin ernannt. Diesen Posten gab er am 21. August 1874 ab, wurde anschließend Kommandant von Thorn und als solcher am 19. September 1874 zum Oberst befördert. In Würdigung seiner Verdienste erhielt Conta am 9. September 1879 den Kronenorden II. Klasse. Er war außerdem Inhaber des Roten Adlerordens III. Klasse mit Schwertern am Ringe sowie des Ordens der Heiligen Anna III. Klasse. Wilhelm I. verlieh Conta am 12. Juni 1880 den Charakter als Generalmajor, bevor er ein Jahr später mit Pension zur Disposition gestellt wurde. Er ist auf dem Historischen Friedhof Weimar bestattet.

### Familie
Conta hatte sich am 22. Mai 1852 in Soykowo mit Coelestine von Kahlden (1832–1893) verheiratet. Aus der Ehe gingen folgende Kinder hervor:
- Clara (* 1854) ⚭ Bruno Wadsack († 1913), Rittergutsbesitzer
- Anna (* 1855) ⚭ Karl Boldt († 1914), bis 1907 Herr auf Batzlow
- Richard (1856–1941), preußischer General der Infanterie
- Alfred (1858–1927), deutscher Generalleutnant ⚭ Elisabeth Simon (* 1861)
- Friederike (* 1860) ⚭ Friedrich von Paris (1844–1931), preußischer Generalleutnant
- Georg Karl August (* 1865), preußischer Major ⚭ Else Swaine (* 1872)
- Christian Eduard Eugen Walter (* 1867), Oberregierungsrat ⚭ Helene Prym (* 1874)
- Elisabeth (* 1869)
- Friederike Coelestine Viktoria (* 1870) ⚭ 10. Oktober 1893 in Arnstadt Rudolf Schwartz, Verlagsbuchhändler
- Katharina (* 1874) ⚭ Theodor Meiecke, Apothekenbesitzer